# Fasmatropo
El fasmatropo fue un juguete inventado por Henry Renno Heyl durante la década del 1870, el cual formó parte de la historia de la fotografía en movimiento, en el camino hacia el cine. 

## Origen
El aparato consiste en la composición de dos inventos, por un lado, del daguerrotipo, que es un aparato fundamental para la creación y evolución de la fotografía y, por otra parte, del fenaquistoscopio, un juguete que permitía reproducir el movimiento de una imagen a partir de una secuencia de varias.
Por un lado, el daguerrotipo era fruto de la investigación en la simulación del movimiento; por otro lado, el fenaquistoscopio era resultado de la evolución que estaba teniendo la fotografía. Antes de que el inventor diera el paso, Plateau, el físico y matemático creador de uno de los precedentes del fasmatropo, el fenaquistoscopio; ya había planteado de llevar a cabo esta unión de los dos aparatos. 
Es entonces cuando Renno, en 1870, crea el fasmatropo juntando las dos técnicas en l'Academia de Música de Philadelphia. Se trata de unir la idea de plasmar las imágenes reales en placas de cobre, cómo se hacía el daguerrotipo, con el movimiento que permitía el Fenaquitoscopio a partir de la secuencia rápida de distintas imágenes seguidas. Funcionaba con imágenes reales y permitía la proyección de las fotografías en movimiento. Con las mejoras técnicas se pudo ganar nitidez.

## Funcionamiento
Para conseguir la proyección de imágenes fotografícas en movimiento consistía en capturar imágenes usando el funcionamiento del daguerrotipo y combinándole la persistencia de la visión y las fotografías planteadas para producir una ilusión en movimiento. Funcionaba utilizando las transparencias de un vidrio de una secuencia de posiciones estáticas y proyectadas por una linterna mágica. De esta manera se conseguía una ilusión en movimiento, el resultado del fasmatropo.
No obstante, un inconveniente, presente en el ámbito de la fotografía en la época, era que los modelos tenían que estar quietos durante largos períodos de tiempo. Con las mejoras técnicas se pudo tanto ganar en nitidez haciéndolo sobre placas de vidrio como favorecer ese último aspecto. De hecho, se pudo llegar a fotografiar con exposiciones de tan solo 1/25 segundos.

## Demostraciones
La primera demostración que se hizo de su funcionamiento tuvo lugar en Filadelfia, en la Academia de Música, donde Heyl lo desarrolló. En marzo de 1870 se repitió la demostración en el Instituto de Franklin. 